# Гой
Гой (на иврит: גוי), в мн. ч. – гои (на иврит: גויים), е еврейската дума за народ. В старите еврейски писания се употребява стотици пъти (както за еврейския така и за другите народи). В техния стар елински превод (известен като превод на седемдесетте, а днес съставна част на Библията) се превежда с „етнос“. Смята се за наименование на неевреите с оскърбителен оттенък.